# In Too Deep (canción de Sum 41)
«In Too Deep» es el segundo sencillo del álbum All Killer No Filler de la banda Sum 41. 
La canción fue incluida en su disco recopilatorio All the Good Shit. Actualmente, se trata de su canción más escuchada en Spotify.

## Lista de canciones

### Sencillo
| N.º | Título                                             | Duración |  |
| 1.  | «In Too Deep»                                      | 3:27     |  |
| 2.  | «Fat Lip» (en directo)                             | 2:55     |  |
| 3.  | «All She's Got» (en directo)                       | 3:02     |  |
| 4.  | «What We're All About» (en directo, con Tommy Lee) | 2:47     |  |

### CD Promocional Para Radio
| N.º | Título        | Duración |  |
| 1.  | «In Too Deep» | 3:27     |  |
| 2.  | «Fat Lip»     | 2:58     |  |

- Datos: Q2716279